# ローブ空間
数学におけるローブ空間（英: Loeb space）は超準解析に基づきピーター・A・ローブ（1975）によって導入された測度空間の一種である。

## 構成
ローブの構成では、はじめに内的集合体 {\displaystyle {\mathcal {A}}} から超準実数 {\displaystyle {}^{\ast }\mathbb {R} } への内的有限加法的測度 {\displaystyle \nu } を考える。{\displaystyle \mu } を {\displaystyle \nu } の標準部を与える写像と定義することで、{\displaystyle \mu } は {\displaystyle {\mathcal {A}}} から拡張実数 {\displaystyle \mathbb {R} \cup \{\pm \infty \}} への有限加法的測度となる。たとえ {\displaystyle {\mathcal {A}}} が超準的な σ-代数だとしても、{\displaystyle {\mathcal {A}}} は一般には可算和で閉じないので、通常の意味でのσ-代数になるとは限らない。その代わりに、代数 {\displaystyle {\mathcal {A}}}  は「{\displaystyle {\mathcal {A}}} の元が {\displaystyle {\mathcal {A}}}  の元の可算族の和集合であるならば、その集合は実際にはその族の有限個の元の和集合である」という性質を持ち、したがってとくに、{\displaystyle {\mathcal {A}}}  から拡張実数へのいかなる有限加法的写像（例えば {\displaystyle \mu } ）も自動的に可算加法的となる。いま {\displaystyle {\mathcal {M}}} を {\displaystyle {\mathcal {A}}}  で生成されるσ-代数とする。カラテオドリの拡張定理より、{\displaystyle {\mathcal {A}}}  上の測度 {\displaystyle \mu } は {\displaystyle {\mathcal {M}}} 上の可算加法的測度に拡張される。これをローブ測度と呼ぶ。これをさらに完備化したものもローブ測度と呼ぶ。

## 例
{\displaystyle \Omega } を超有限集合とし、{\displaystyle {\mathcal {A}}={}^{\ast }{\mathcal {P}}(\Omega )} を {\displaystyle \Omega } の内的部分集合全体の成す集合（＊冪集合）とする。このとき、内的な有限加法的確率測度（数え上げ測度） {\displaystyle \mu \colon {\mathcal {A}}\to {}^{\ast }[0,1]} が
{\displaystyle \mu (A):=|A|/|\Omega |}
で定まる。これをもとに作られたローブ測度を {\displaystyle L(\mu )} で表す。このとき {\displaystyle (\Omega ,{\mathcal {M}},L(\mu ))} は確率空間を成す。
いま {\displaystyle \Omega } として {\displaystyle \{i/N\mid i=0,1,\ldots ,N\}} なる超有限集合を考える。ここで {\displaystyle N} は無限大超自然数である。また {\displaystyle \mathrm {st} \colon \Omega \to \mathbb {R} } を標準部関数（有限超実数をそれと無限に近い実数に写す）とする。このとき {\displaystyle A\subseteq [0,1]} がルベーグ可測であることと、{\displaystyle \mathrm {st} ^{-1}(A)\subseteq \Omega } がローブ可測であることとは同値であり、
{\displaystyle \lambda (A)=L(\mu )(\mathrm {st} ^{-1}(A))}
が成り立つ。ここで左辺の {\displaystyle \lambda } はルベーグ測度である。